# Gingidiobora subobscurata
Gingidiobora subobscurata là một loài bướm đêm trong họ Geometridae.